# Neyman-Pearson-Test
Der Neyman-Pearson-Test ist ein spezieller statistischer Test von zentraler Bedeutung in der Testtheorie, einem Teilgebiet der mathematischen Statistik. Im Anwendungsfall sind seine Voraussetzungen meist zu restriktiv, seine Bedeutung erlangt er durch das Neyman-Pearson-Lemma, das besagt, dass der Neyman-Pearson-Test ein gleichmäßig bester Test ist. Häufig wird dann ausgehend von diesem Ergebnis versucht, diese Eigenschaft durch geeignete Wahl der Rahmenbedingungen auf größere Klassen von Tests zu erweitern. Beispiel hierfür wären Modelle mit monotonem Dichtequotient, für die unter Umständen gleichmäßig beste einseitige Tests existieren.
Siehe auch Randomisierter Test.
Der Test ist nach Jerzy Neyman und Egon Pearson benannt.

## Formulierung

### Rahmenbedingungen
Gegeben sei ein statistisches Modell {\displaystyle ({\mathcal {X}},{\mathcal {A}},\{P_{0},P_{1}\})}, wobei Nullhypothese und Alternative jeweils einfache Hypothesen seien. Somit ist sowohl die Nullhypothese {\displaystyle P_{0}} als auch die Alternative {\displaystyle P_{1}} durch je ein Wahrscheinlichkeitsmaß gegeben.
Des Weiteren habe die Nullhypothese die Wahrscheinlichkeitsdichtefunktion {\displaystyle f_{0}} und die Alternative die Wahrscheinlichkeitsdichtefunktion {\displaystyle f_{1}}.
Definiere
{\displaystyle R(x):={\begin{cases}{\frac {f_{1}(x)}{f_{0}(x)}}&{\text{falls}}\quad f_{0}(x)>0\\\infty &{\text{falls}}\quad f_{0}(x)=0\end{cases}}}.

### Definition
Unter den obigen Rahmenbedingungen heißt ein Test
{\displaystyle \varphi \colon {\mathcal {X}}\to [0,1]}
ein Neyman-Pearson-Test zum Schwellenwert {\displaystyle c}, wenn
{\displaystyle \varphi (x)={\begin{cases}1&{\text{falls}}\quad R(x)>c\\0&{\text{falls}}\quad R(x)<c\end{cases}}}
ist.

## Eigenschaften
Die Konstruktion des Tests lässt sich aus der in der Schätztheorie bewährten Maximum-Likelihood-Methode motivieren. Anstelle wie in der Schätztheorie denjenigen Parameter auszuwählen, für den die Beobachtung am wahrscheinlichsten ist, wird beim Neyman-Pearson-Test die Nullhypothese angenommen oder abgelehnt, wenn die entsprechende Quotientenfunktion {\displaystyle R} einen gewissen Wert unterschreitet oder überschreitet. Somit ist der Neyman-Pearson-Test der einfachst mögliche Likelihood-Quotienten-Test.
Nach dem Neyman-Pearson-Lemma existiert unter den obigen Rahmenbedingungen immer ein Neyman-Pearson-Test zum Niveau {\displaystyle \alpha }. Um diesen zu konstruieren, wählt man als {\displaystyle c} ein {\displaystyle (1-\alpha )}-Quantil der Verteilung {\displaystyle P_{0}\circ R^{-1}}. Ist dann {\displaystyle P_{0}(R=c)=0}, so ist
{\displaystyle \varphi (x)={\begin{cases}1&{\text{ falls }}\quad R(x)>c\\0&{\text{ sonst }}\end{cases}}}
ein Neyman-Pearson-Test zum Niveau {\displaystyle \alpha }. Ist aber {\displaystyle P_{0}(R=c)>0}, so ist der Neyman-Pearson-Test zum Niveau {\displaystyle \alpha } gegeben durch
{\displaystyle \varphi (x)={\begin{cases}1&{\text{falls}}\quad R(x)>c\\l&{\text{falls}}\quad R(x)=c\\0&{\text{falls}}\quad R(x)<c\end{cases}}},
wobei
{\displaystyle l:={\frac {\alpha -P_{0}(R>c)}{P_{0}(R=c)}}}
ist.
Nach dem Neyman-Pearson-Lemma sind die so gewonnenen Tests auch immer gleichmäßig beste Tests zum Niveau {\displaystyle \alpha } für das oben gestellte Testproblem.
Nach dem Lemma von Stein konvergiert außerdem die Trennschärfe des Neyman-Pearson-Tests mit exponentieller Geschwindigkeit bei wachsender Stichprobengröße gegen 1. Somit sind die Neyman-Pearson-Tests nicht nur gleichmäßig besser als alle weiteren Tests, sondern die Wahrscheinlichkeit für einen Fehler 2. Art konvergiert bei ihnen mit hoher Geschwindigkeit gegen 0.